# Michel Le Flochmoan
Michel Le Flochmoan est un footballeur puis entraîneur français, né le 6 octobre 1951 à Blagny dans les Ardennes et mort le 10 août 2021 à Charleville-Mézières,.
Après un parcours comme joueur amateur à l'AC Mouzon puis à l'US Maubeuge et à l'Entente Carignan-Linay, il devient entraîneur.
Il dirige notamment le CS Sedan-Ardennes, le Royal Excelsior Virton puis des clubs du championnat du Luxembourg. Avec la Jeunesse d'Esch, il est champion en 2004 et avec le F91 Dudelange remporte les titres en 2005, 2006, 2007, 2008 et 2009. Entraîneur de 2012 à 2014 du FC Differdange 03, il remporte de nouveau la Coupe du Luxembourg en 2014. De retour au F91 Dudelange en 2015, il réalise le doublé Coupe-championnat en fin de saison.

## Biographie
Michel Le Flochmoan ne commence le football qu'à l'âge de 15 ans au sein de l'ES Pure-Messempré, la pratique sportive lui étant jusque-là interdite pour raisons médicales. En 1973, il rejoint comme attaquant l'AC Mouzon qui évolue en Division 3 mais ne reste qu'une saison. Il quitte le club à la suite de la fusion avec le CS Sedan-Ardennes et s'engage alors avec l'US Maubeuge où il reste deux ans. En 1976, il rejoint l'Entente Carignan-Linay, autre club amateur où il joue attaquant puis milieu et enfin défenseur. Il remporte avec le club ardennais le championnat de première division des Ardennes en 1978 puis la saison suivante le championnat de promotion Marne-Ardennes et la Coupe des Ardennes. Deuxième de division d'honneur en 1980, l'Entente accède à la division 4 après un barrage victorieux face à l'US Blagny,. Après quatre saisons à ce niveau, il termine sa carrière en 1984 cumulant lors de cette dernière saison de joueur les fonctions d'entraîneur en plus de son rôle sur le terrain. Le club termine dixième de son groupe avec sept victoires, sept nuls et douze défaites.
Il rejoint en 1984 le CS Sedan-Ardennes où il prend en charge l'équipe réserve et remporte avec cette équipe la coupe des Ardennes en fin de saison 1987. L'année suivante, il prend en main l'équipe première du club alors en Division 3 qui vient de perdre son statut professionnel. En 1991, le club remporte le groupe Est du championnat puis en finale des groupes, il s'impose face à l'AJ Auxerre aux tirs au but après un match nul un but partout. De retour en Division 2, les Sedanais connaissent une saison 1991-1992 difficile. Le club ne se sauve qu'à la dernière journée du championnat en battant le SCO Angers sur son terrain. Les deux saisons suivantes, les joueurs dirigés par Michel Le Flochmoan terminent à la 6e place puis à la 14e dans une Division 2 devenue poule unique. La saison suivante, le club sedanais connaît un début de saison difficile et se retrouve 19e sur 22 après cinq journées. Les dirigeants décident alors de le licencier et de le remplacer par Christian Sarramagna alors qu'il vient de signer un nouveau contrat pour trois ans. Il devient au même moment directeur des services des sports de la ville de Sedan.
Après quatre mois sans activité, Michel Le Flochmoan devient, en janvier 1995, l'entraîneur du club belge du FC Lorrain Arlon qui évolue dans le groupe D du championnat promotion, le 4e niveau du championnat. Le Lorrain Arlon termine deuxième, et se qualifie pour les barrages d'accession en troisième division. Il s'impose au premier tour face au RCS Brainois, mais est ensuite éliminé par le KVK Tirlemont et n'est pas promu. Il décide alors de prendre une année sabbatique et déclare, en 2002, à propose de cette période : « J'étais à l'époque à une année charnière. En France, lorsqu'on change de club, on doit aller très loin, déménager et perdre ses racines. Je n'avais pas l'âme d'un itinérant ».
En 1996, Michel Le Flochmoan est appelé par le Royal Excelsior Virton pour diriger l'équipe qui évolue en division 3. Après quatre ans à ce niveau, l'équipe remporte le championnat en 2001, après avoir frôlé la descente l'année précédente. La saison suivante, le club assure son maintien en division 2 puis atteint en 2002-2003, pour la première fois de son histoire, les seizièmes de finale de la coupe de Belgique où il est battu par le KRC Genk sur le score de trois buts à un.
En juin 2003, il rejoint le championnat du Luxembourg en signant à la Jeunesse d'Esch et remporte en fin de saison le championnat, cinq ans après l'octroi du dernier titre. La saison suivante, il s'engage avec le F91 Dudelange et remporte de nouveau le titre de champion. En 2005-2006, le club luxembourgeois atteint, sous sa direction, le deuxième tour Préliminaire de Ligue des Champions, performance qui n'avait jamais été réalisé par un club du Grand-Duché. Il s'incline à ce niveau de la compétition face au Rapid de Vienne. En championnat, le club conserve son titre et réalise son premier doublé coupe-championnat, puis répète cette performance en 2006-2007 et enfin gagne un quatrième titre consécutif de champion du Luxembourg en 2008. En fin de saison 2008-2009, conclut sur un nouveau titre, le sixième consécutif de Michel Le Flochmoan, et un nouveau doublé coupe-championnat pour le F91, il quitte le club.
Annoncé en contact avec le FC Metz, Michel Le Flochmoan s'engage finalement avec l'Excelsior Virton, retombé en division 3, où il signe un contrat d'un an en juin 2009. Il ne reste cependant qu'une demi-saison au club et en janvier, il démissionne invoquant des problèmes sportifs et financiers,. En août 2010, son nom est évoqué pour prendre en main la sélection luxembourgeoise à la suite de Guy Hellers mais il n'est cependant pas retenu. Il est ensuite pressenti en novembre 2011 pour entraîner le CS Pétange.
Le 4 juin 2012, Michel Le Flochmoan revient dans le championnat luxembourgeois en signant un contrat de deux ans avec le FC Differdange 03. Sous ses ordres, l'équipe termine quatrième du championnat et se qualifie ainsi pour le premier tour qualification de la Ligue Europa 2013-2014. L'équipe atteint également le troisième tour de la compétition européenne où elle est éliminée par Tromsø IL aux tirs au but puis, est finaliste de la Coupe du Luxembourg face à la Jeunesse d'Esch. Après la victoire en Coupe du Luxembourg en 2014 sur le score de deux buts à zéro face au F91 Dudelange, il quitte ses fonctions d'entraîneur. Il déclare alors : « Ça fait plaisir de partir sur une bonne note. Je suis heureux, nous avons réalisé un bon travail avec les joueurs. le groupe est sain, il va encore progresser. Personnellement, c'est mon 10e titre au Luxembourg, avec 3 clubs différents. C'est pas mal ».
De retour au F91 Dudelange en juin 2015, il réalise le doublé Coupe-Championnat en fin de saison. Son contrat n'est cependant pas renouvelé et il est remplacé par l'Allemand Dino Toppmöller.

## Palmarès
Michel Le Flochmoan remporte comme entraîneur le championnat de France de Division 3 en 1991 avec le CS Sedan-Ardennes, puis en 2001 le titre de  champion de Belgique de division 3 avec le Royal Excelsior Virton.
Dans le championnat du Luxembourg, il gagne six ans de suite le titre, une fois avec la Jeunesse d'Esch en 2004 et cinq fois avec le F91 Dudelange en 2005, 2006, 2007, 2008, 2009. Il remporte également avec ce club trois fois la Coupe du Luxembourg en 2006, 2007, 2009 et atteint en 2006 le deuxième tour préliminaire de la Ligue des Champions.
Finaliste de la Coupe nationale en 2013 avec le FC Differdange 03, il remporte ce trophée en 2014, son dixième au Luxembourg. De retour au F91 Dudelange en 2015, il réalise le doublé Coupe-championnat en fin de saison.
À titre personnel, il est élu entraîneur de la décennie 2000-2010 de la province de Luxembourg.